# Ulf Svensson
Ulf Svensson (ur. 29 lutego 1936 roku) – szwedzki kierowca wyścigowy.

## Kariera
Svensson rozpoczął międzynarodową karierę w wyścigach samochodowych w 1966 roku od startów w Szwedzkiej Formule 3, gdzie trzykrotnie stawał na podium, w tym raz na jego najwyższym stopniu. Z dorobkiem osiemnastu punktów uplasował się na trzeciej pozycji w klasyfikacji generalnej. W tym samym roku odniósł zwycięstwo w wyścigu Formula 3 Dalsland Rin, a w Europejskim Pucharze Formuły 3 był czternasty. W późniejszych latach pojawiał się także w stawce Formula 3 Hämeelinna, Formula 3 Finnish Grand Prix, Formula 3 Knutstorp Cup, Formula 3 Keimola, Formula 3 Åbningsløbet, Formula 3 - E.R. Hall Trophy, Grand Prix Monza, Skarpnäcksloppet, Knutstorp Cup, Petit Race, Solituderennen, Critérium du Nivernais, Gran Premio de Vila Real, Formula 3 Keimola - June 9th, Grand Prix Monako Formuły 3, Västkustloppet - Vårtävlingen, Trofeo Bruno e Fofi Vigorelli, Gran Premio de Barcelona, Lincolnshire International Trophy, Hyllingeloppet, Francuskiej Formuły 3, Brytyjskiej Formuły 3 BRSCC Motor Sport Shell, Włoskiej Formuły 3, Brytyjskiej Formuły 3 BRSCC John Player, Niemieckiej Formuły 3, Europejskiej Formuły 3, Brytyjskiej Formuły 3 BARC oraz Brytyjskiej Formuły 3 BRDC Shellsport.